# Park Miniatur Latarni Morskich w Niechorzu

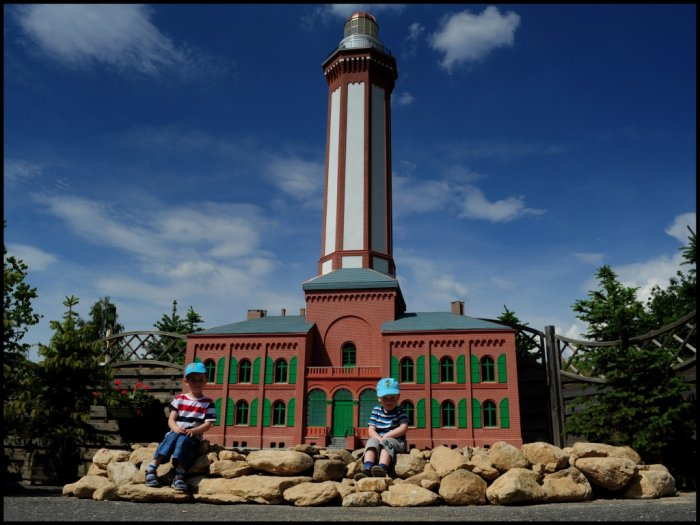
Miniatura latarni morskiej z Niechorza

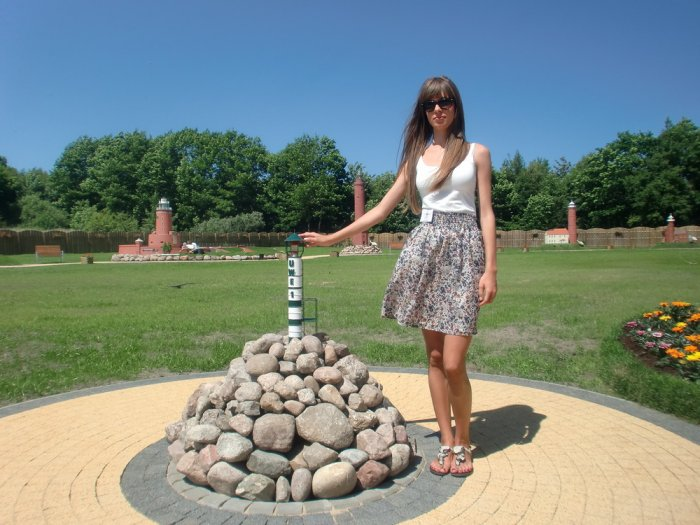
Miniatura latarni Hornsund

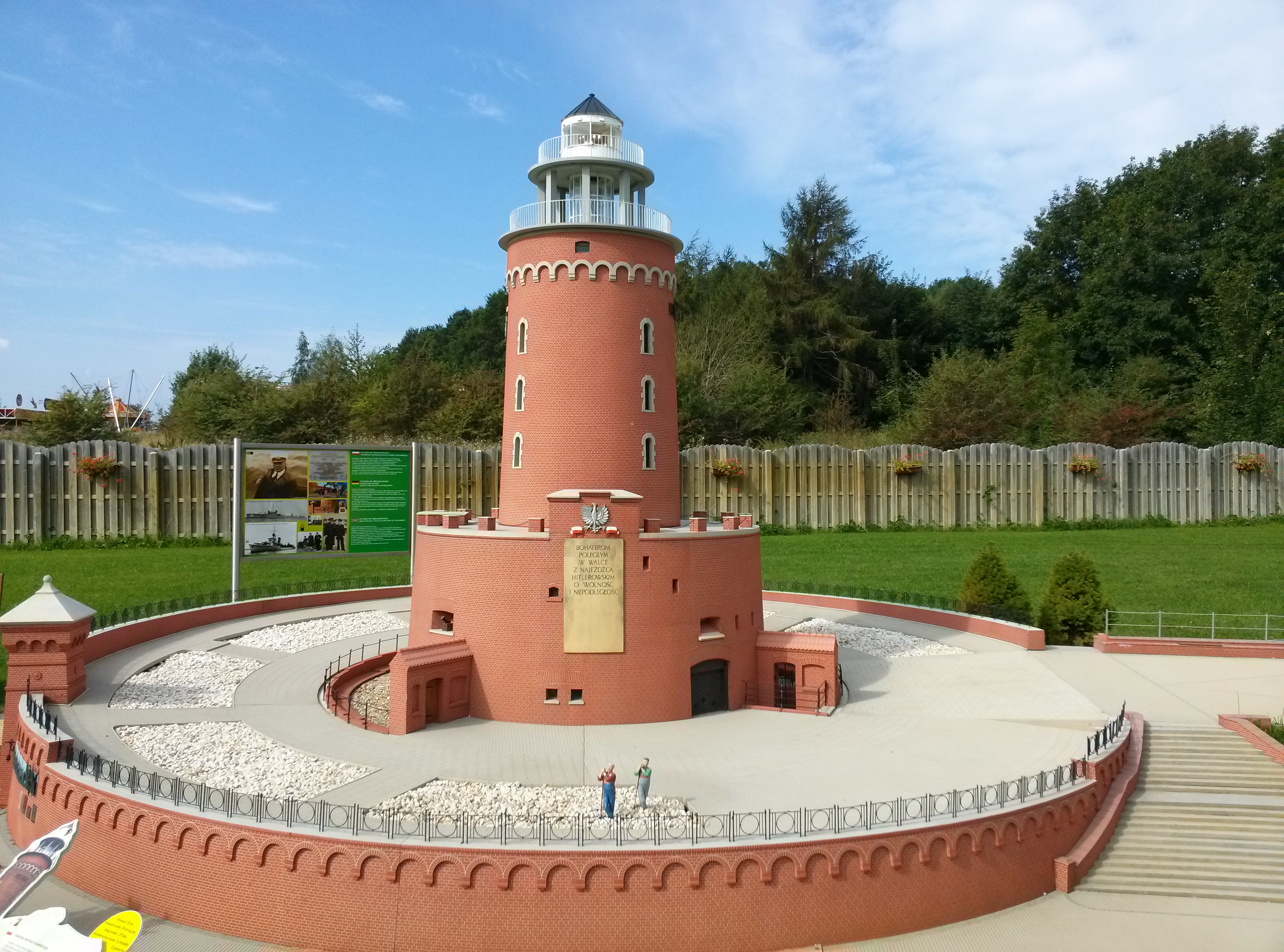
Miniatura kołobrzeskiej latarni morskiej

Park Miniatur Latarni Morskich w Niechorzu – filia Parku Miniatur Zabytków Dolnego Śląska w Kowarach, znajdująca się w Niechorzu w pobliżu latarni morskiej.
W parku prezentowanych jest 29 latarni morskich czynnych i historycznych w skali 1:10, w tym wszystkie działające na polskim wybrzeżu Bałtyku. Otwarcie Parku Latarni Morskich miało miejsce 19 maja 2012 roku. W Parku można zobaczyć także obiekty w całej okazałości z lat swej świetności, które obecnie popadły w ruinę, bądź są niedostępne do zwiedzania. Modele zbudowane są z materiałów odpornych na warunki atmosferyczne. Wkomponowane są w zielone otoczenie wzbogacone kolorowymi kompozycjami kwiatowymi.
Szczegółowe repliki latarnii wykonał Marian Piasecki. 
W parku można zobaczyć miniatury:
- blizy w skali 1:10
- Krynica Morska
- przedwojenna Krynica Morska
- Port Północny w Gdańsku
- Latarnia Wejściowa w Gdańsku
- Nowy Port w Gdańsku
- Sopot
- Gdynia Oksywie
- Hel
- Góra Szwedów
- Jastarnia
- Jastarnia Bór
- Rozewie
- Nowe Rozewie
- Stilo
- Czołpino
- Ustka
- Jarosławiec
- Darłowo
- Gąski
- Kołobrzeg
- Niechorze
- Kikut
- Świnoujście
- Stawa Młyny w Świnoujsciu
- Latarniowiec Adlergrund
- Arctowski na Antarktydzie
- Hornsund (UWE1) na Spitsbergenie
- bliza w skali 1:1